# Selahattin Ülkümen
Selahattin Ülkümen (* 14. Januar 1914 in Antakya; † 7. Juni 2003 in Istanbul) war ein türkischer Diplomat. Als Generalkonsul auf der Insel Rhodos rettete er 1944 42 jüdische Familien vor der Deportation und der Ermordung in deutschen Gaskammern. Auch stellte er etwa 200 Familien die rettende türkische Staatsbürgerschaft aus.

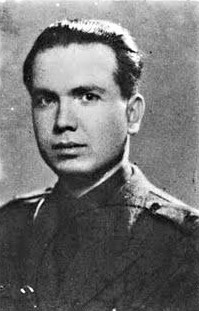
Selahattin Ülkümen

## Vorgehen
Die damals zu Italien gehörende Insel Rhodos wurde 1943 von den Deutschen besetzt. Der 30-jährige nutzte seine Position, um auf Rhodos lebenden Juden, die vor dem Zusammenbruch des Osmanischen Reiches osmanische Staatsbürger waren, und deren Ehepartnern und Kindern, bald jedoch auch Menschen ohne jede Verbindung zur Türkei türkische Pässe auszustellen. So entgingen sie am 23. Juli 1944 – anders als weitere 1700 Juden aus Rhodos – der Deportation ins Konzentrationslager Auschwitz-Birkenau.

## Konsequenzen
In der Folge wurde sein Haus durch die deutschen Streitkräfte bombardiert. Dabei wurde seine hochschwangere Frau Mihrinnisa Ülkümen Hanim so schwer verletzt, dass sie wenige Tage später verstarb. Der zur Zeit des Angriffs noch ungeborene Sohn überlebte. Bei diesem gezielten Bombardement, das nachweislich als Racheakt diente, wurden außerdem zwei weitere Konsulatsangestellte getötet.
Auf die Frage, ob er genauso gehandelt hätte, wenn er gewusst hätte, was passieren würde, soll Ülkümen seinem Sohn später einmal geantwortet haben:

„Im Islam ist es wie im Judentum; wer einem Menschen das Leben rettet, rettet die ganze Welt. Deine Mutter wäre stolz auf mich und ich würde exakt das Gleiche noch einmal tun.“

Am 13. Juli 1944 befahl Ulrich Kleemann als Kommandant von Ost-Ägäis, die Festsetzung der Juden auf Rhodos. Unter Einsatz seiner Befehlsgewalt wurde das Haus der Ülkümens anschließend von zwei Kampf-Flugzeugen der Deutschen bombardiert. Ein Ermittlungsverfahren gegen Kleemann wegen Mordes wurde nach dem Krieg dennoch eingestellt.

## Auszeichnungen
- Gerechter unter den Völkern 1989[2]
- Baum im Ehrenhain von Yad Vashem

## Ausstellung
An Ülkümen und weitere türkische Retter von zahlreichen Juden – Necdet Kent, damals Generalkonsul in Marseille, und Namık Kemal Yolga, stellvertretender Generalkonsul in Paris – wurde vom 27. Mai bis Ende Juni 2006 in der Ausstellung „Visum fürs Leben“ in der Vater-Unser-Kirche in Berlin-Wilmersdorf erinnert.